# Campo dei Gesuiti

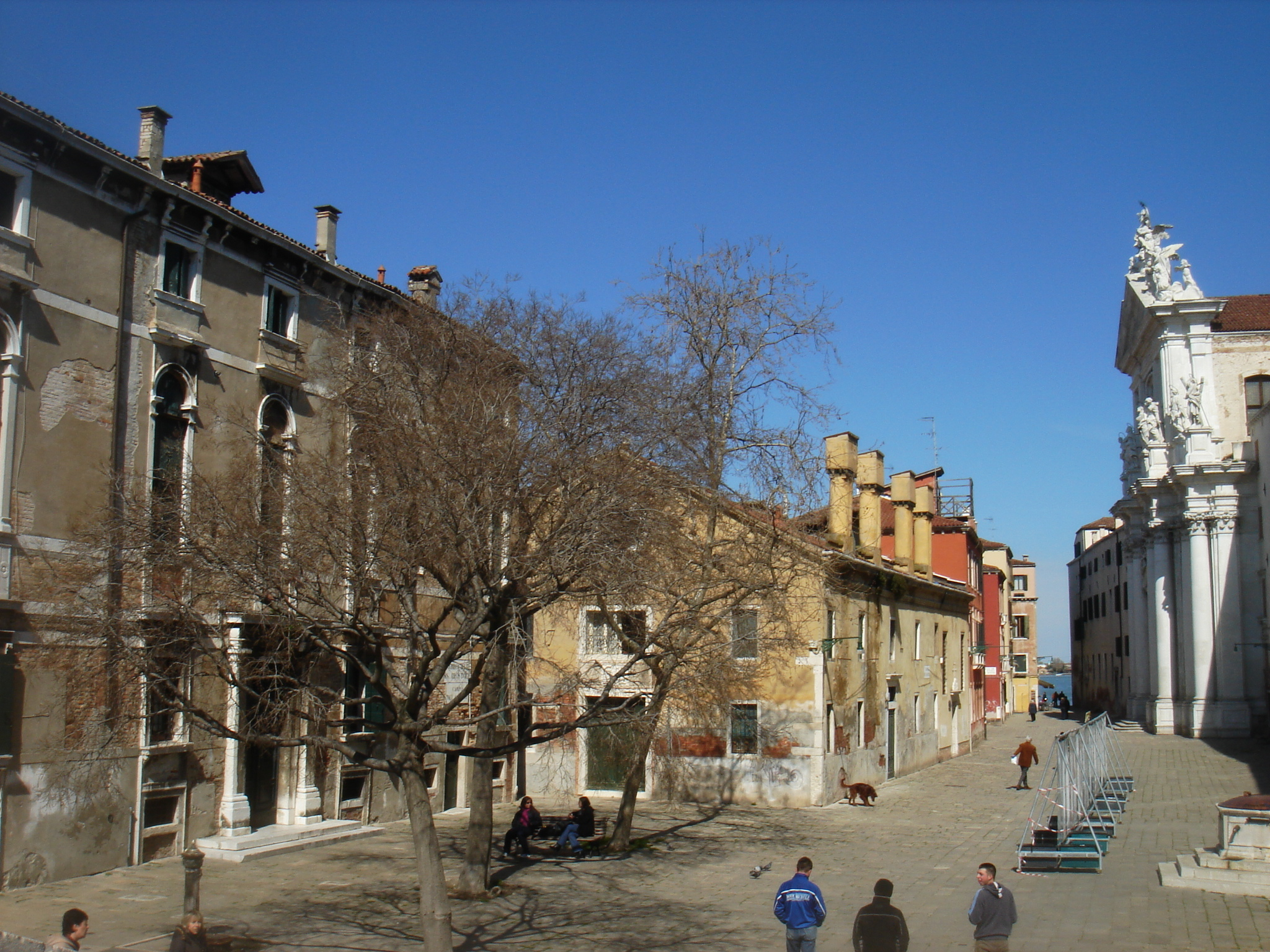
Veduta del campo da sud, con Palazzo Zen a sinistra e la chiesa dei Gesuiti a destra

Campo dei Gesuiti è un campo di Venezia, situato nel sestiere di Cannaregio, vicino alla Sacca della Misericordia e alle Fondamenta Nuove.

## Descrizione

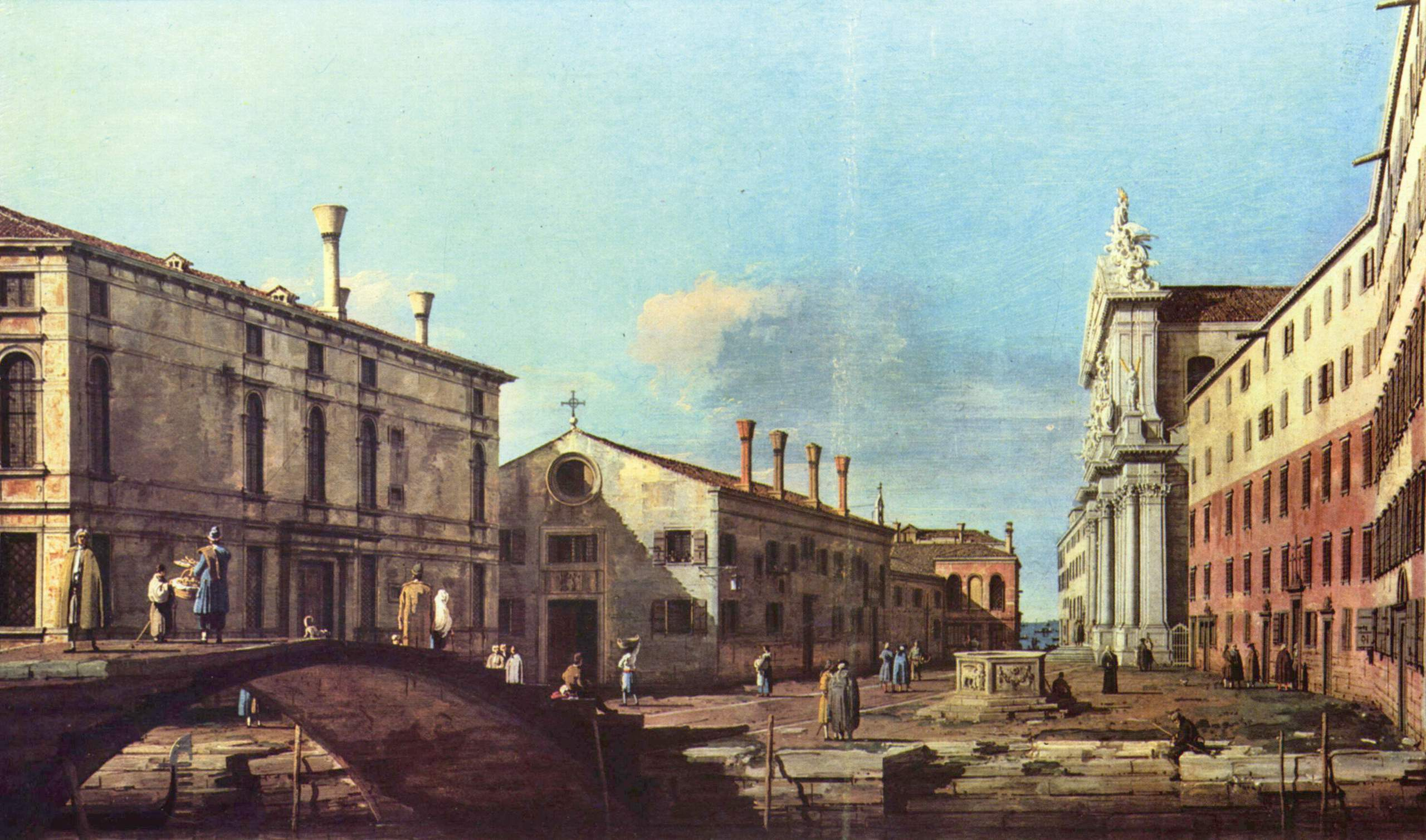
Il campo rappresentato dal Canaletto nel XVIII secolo

La forma del campo è quella di un rettangolo sviluppato in lunghezza da sud a nord, dove si apre sulle Fondamenta Nuove.
Il campo deve il suo nome alla storica presenza del complesso dei Gesuiti, che ne occupa tutto il lato orientale, con la bianca facciata barocca della Chiesa dei Gesuiti e il relativo monastero, dalla lunga facciata su tre livelli.
Sul lato occidentale sorgono di fronte alla chiesa delle case popolari dai tipici intonaci policromi, di fronte al monastero un importante palazzo appartenuto a una nobile casata del patriziato veneziano, Palazzo Zen. Accanto al palazzo e collegato ad esso c'è l'Oratorio dei Crociferi, che custodisce al suo interno capolavori di Palma il Giovane.
Davanti al complesso monasteriale va segnalata la presenza di un vecchio pozzo in pietra, poggiante su tre gradini di forma esagonale, già presente nel Settecento, come testimonia una tela del Canaletto.
L'uscita a sud del campo è possibile attraverso un ponte che consente di indirizzarsi verso la Strada Nova.